# パワーコード
パワーコード (英: Power Chord) とは、音楽領域の特にエレキギターに関する語であり、ディストーションの効いた状況で、5度離れた2音を同時に鳴らす和音の一種である。コードにおけるヴォイシングの一種という説明もなされる。

## 概要
メジャーコードもしくはマイナーコードの第3音を省略し、それにより濁りを抑えてなおかつ力強い印象の音を得る。また、オクターヴを加える場合もある。通常はヴォイシングの一種であるため、譜面上では表記されることはほとんどないが極まれに使う事があり、その場合は例えばルートがCであるとすると、C5と表記する。
主にロックギタリストが「純粋にトライアードを弾くには音が柔らかすぎであり、かといって7thコードでは響きが強すぎ、とはいえ単音では物足りない」ということで使い始めた和音である。またアンプで激しく音を歪ませたエレクトリックギターで、通常通りの和音を演奏すると歪みが激しくなりすぎて聴き苦しいため音を省略したことも理由のひとつであろう。歪の顕著なエレキギターの標準的なボイシングとして広く受け入れられている。
考案者はリンク・レイという説がある。

## 原理
パワーコードの原理は複合音の発生原理に基づく。詳細は英語版 en:Power chord#Analysis 参照。
オーバードライブやディストーションと呼ばれる効果を施して音声信号をひずませるとき、上音/倍音や,非線形性によって生じる複合音が強調されるため、単音をひずませればそれだけでも複数の音を重ねることに似た効果が得られる。
歪みの顕著なエレキギターで3度音程の2音を鳴らしてみると、平均律の3度音程による倍音列とのずれが著しく、この倍音列同士の隔たりによる複合音が多数生じることで、雑多で不明瞭な音となる。このため3度音程を実際に鳴らすことを避けることとなる。
一方、5度音程の2音であれば、平均律であっても5度音程は2:3に十分近く元の倍音列との差で生じる複合音は目立たない。そして5度と8度（ルート音の2倍音）との間の差音により、倍音列に乗る3度音程が生じる。さらにまた、元の低い方の音の1オクターブ下に差音が生じる。すなわち1オクターブ下にルート音を足した効果が得られる。
このようにひずみが顕著な状況では5度音程で2音鳴らすことに特に優位性がある。これにさらに8度音程を足してもよい。ただし特殊なチューニングを前提とする場合にはこの限りではない。

## 特徴と利用
空虚五度と同じ構成音を持っているが、これとは区別して扱われるべきである。パワーコードは主にロックやその周辺のジャンルで使用される用語であって、またその用法も空虚五度とは若干異なっている。たとえば、アコースティックギターはエレクトリックギターと同じ和音を出すことはできるが、音がそれほど強くないためあまりパワーコードとは呼ばれない。
通常、第3音はコードがメジャーであるかマイナーであるかを識別させる重要な役割を持ってはいるが、ロックでパワーコードを多用する曲は、多くがダイアトニックなコード（本来その調に含まれている音のみを使用した和音）を主体として構成されている場合であり、前後の流れ、およびベースラインやメロディに使われている音から聞き手が容易にコードを類推できるため、この点はあまり問題とならない。一方でジャズなどでは、曲中にノンダイアトニックなコード（本来その調には無い音を使用した和音）を使うことが多く、伴奏がパワーコードで構成されているとそのようなコード進行の特色を出せないため、あまり使用されない。ノンダイアトニックなコード進行や、sus4などを取り入れた曲でパワーコードを演奏するギターを取り入れる場合、ピアノやオルガン、アコースティックギターなどの他の楽器で音を補う必要がある。
ロックの中でも特にハードロックやヘヴィメタルでは、マイナーコードのメロディに歪ませた音のパワーコードで速いテンポでバッキングをするケースが多い。そうすると短三和音が含まれず、リズムや音質も合わさってマイナー調特有の悲しい感じが希薄になる。ただしメロディーがマイナーであるため若干は悲しげな雰囲気が残っており、これが同ジャンルにおいてファン及びレコード会社が「激しくて哀愁を含んだメロディー」と表現する音楽性の一因となっている。